# Lorena Martín
Lorena Martín Martín (Salamanca, 22 de octubre de 1996) es una deportista española que compite en atletismo, especialista en las carreras de medio fondo.
Quedó octava en la final de los 800 m del Campeonato Mundial de Atletismo en Pista Cubierta de 2022. Ese mismo año fue campeona de España de los 800 m.
Participó en los 800 m de los Juegos Olímpicos de París 2024, tras los que sufrió una operación para tratarse el síndrome de Haglund que le supuso un largo periodo de recuperación.